# Лугі (Новосольський повіт)
Лугі (пол. Ługi, нім. Friedersdorf) — село в Польщі, у гміні Отинь Новосольського повіту Любуського воєводства.
Населення — 300 осіб (2011).

## Демографія
Демографічна структура станом на 31 березня 2011 року:
|          | Загалом | Допрацездатний вік | Працездатний вік | Постпрацездатний вік |
| -------- | ------- | ------------------ | ---------------- | -------------------- |
| Чоловіки | 157     | 45                 | 100              | 12                   |
| Жінки    | 143     | 23                 | 90               | 30                   |
| Разом    | 300     | 68                 | 190              | 42                   |